# Henri Serre
Pour les articles homonymes, voir Serre (homonymie).
Henri Serre, né le 26 février 1931 à Sète et mort le 9 octobre 2023 à Saint-Jean-du-Bruel, est un acteur et chanteur français.
Il est notoirement connu pour avoir incarné le rôle de « Jim » dans le film Jules et Jim, de François Truffaut, aux côtés de Jeanne Moreau (Catherine) et Oskar Werner (Jules).

## Biographie
Dans les années 1950, Henri Serre forme avec son ami Jean-Pierre Suc (1927-1960) un duo de chanteurs qui se produit dans les cabarets parisiens de la Rive gauche sous le nom de Suc et Serre.
Principalement acteur de théâtre, il commence sa carrière au cinéma comme figurant dans Femmes de Paris de Jean Boyer en 1953 ; il travaille plus tard avec de grandes actrices comme Jeanne Moreau ou Romy Schneider. Le film qui le fait remarquer est Jules et Jim de François Truffaut, en 1962.
Père de Martin Serre, l'interprète de l'enfant dans le court métrage Le Poulet réalisé par Claude Berri en 1965, il a tourné avec lui une série télévisée, Mon fils, diffusée dans les années 1970, l'histoire d'un père qui fait tout pour son fils dans une vie qui le lui arrache.
Il tourne une dernière fois en 1995, pour la télévision, deux épisodes de la série Belle Époque, basée sur une idée de François Truffaut et avec Jeanne Moreau en narratrice.
Il meurt à l'âge de 92 ans le 9 octobre 2023 en son domicile de Saint-Jean-du-Bruel (Aveyron). Ses obsèques se tiennent en l'église communale le 12 octobre, avant son inhumation au cimetière.

## Théâtre

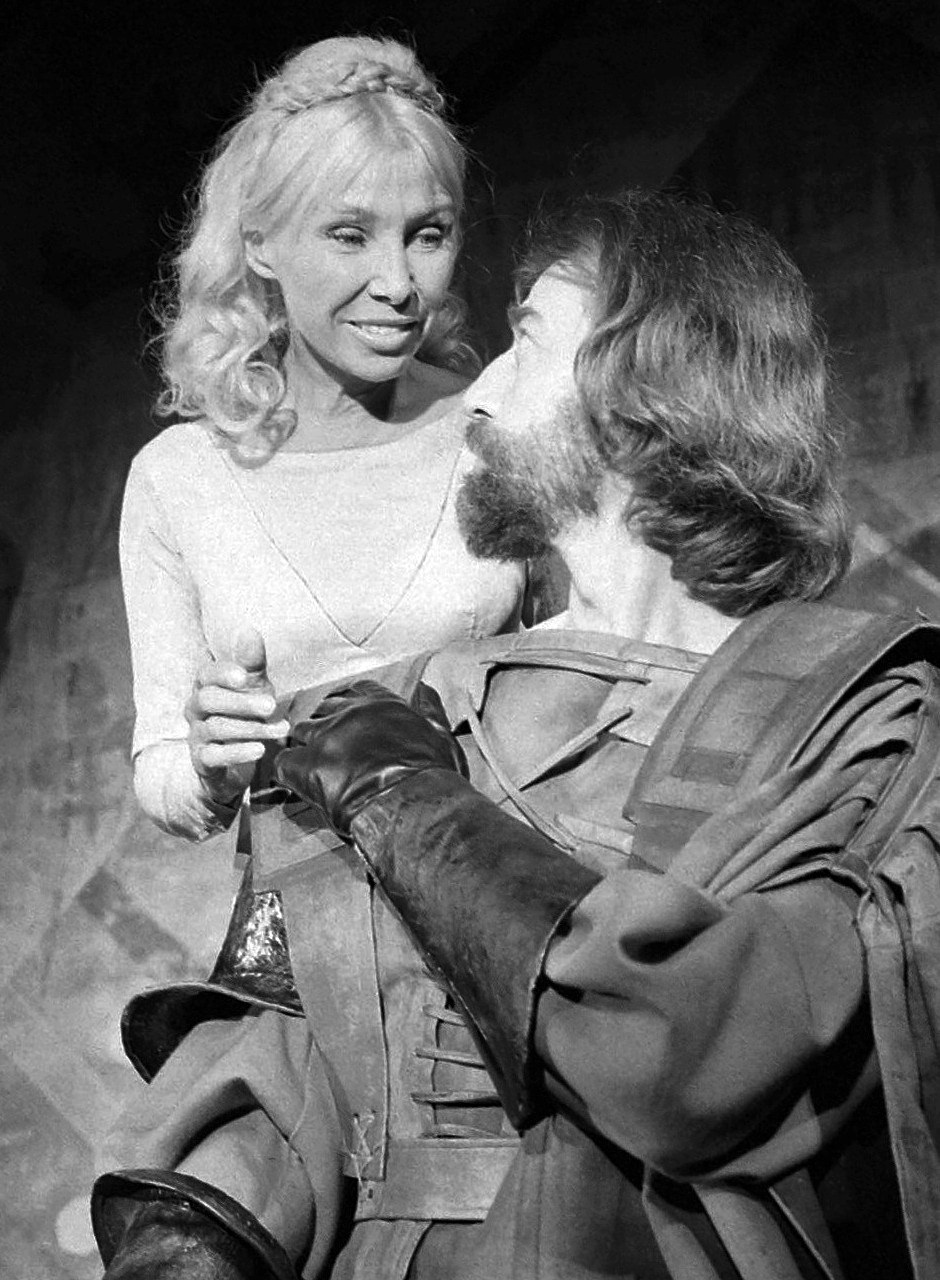
Henri Serre et Silvia Monfort dans Lucrèce Borgia de Victor Hugo. Nouveau Carré Gaîté-Lyrique, 1975.

- 1953 : Le Piège à l'innocent d'Eduardo Sola Franco, mise en scène Jean Le Poulain, théâtre de l'Œuvre
- 1959 : Mademoiselle Julie d'August Strindberg, mise en scène Antoine Bourseiller, théâtre de la Cité - Carcassonne
- 1960 : Le Lion d'Amos Kenan, mise en scène Roger Blin, théâtre de Lutèce
- 1960 : Biedermann et les Incendiaires de Max Frisch, mise en scène Jean-Marie Serreau, Théâtre de Lutèce ; reprise en 1962 au théâtre Récamier
- 1960 : Comme tu me veux de Luigi Pirandello, mise en scène Antoine Bourseiller, Studio des Champs-Elysées : le docteur
- 1966 : Les Trois Sœurs d'Anton Tchekov, mise en scène André Barsacq, théâtre Hébertot
- 1969 : Off limits d'Arthur Adamov, mise en scène Gabriel Garran, théâtre de la Commune
- 1969 : La Semaine de Lübeck de Marc Fontenoy, mise en scène Daniel Crouet, théâtre Charles-de-Rochefort
- 1974 : Le Maître du tambour de Jean Pélégri, mise en scène Alexandre Arcady, théâtre de Suresnes
- 1975 : Lucrèce Borgia  de Victor Hugo, mise en scène Fabio Pacchioni, reprise au Nouveau Carré Gaîté-Lyrique : Don Alphonse d'Este
- 1976 : Comme il vous plaira de William Shakespeare, mise en scène Benno Besson, Festival d'Avignon
- 1981 : La Duchesse d'Amalfi de John Webster, mise en scène Adrian Noble, Carré Silvia-Monfort
- 1983 : L'Ordinaire de Michel Vinaver, mise en scène Alain Françon, Théâtre National de Chaillot
- 1986 : La Ville de Paul Claudel, mise en scène Bernard Sobel, Théâtre Nanterre-Amandiers : Isidore de Besme
- 1989 : La mer est trop loin de Jean-Gabriel Nordmann, mise en scène Robert Cantarella, Théâtre 13

## Filmographie

### Cinéma
- 1953 : Femmes de Paris de Jean Boyer : un jeune client du Ruban Bleu (non crédité)
- 1961 : Tire-au-flanc 62 de Claude de Givray et François Truffaut : (non crédité)
- 1962 : Le Combat dans l'île d'Alain Cavalier : Paul
- 1962 : Jules et Jim de François Truffaut : Jim
- 1962 : Antoine et Colette de François Truffaut : voix du narrateur
- 1963 : Le Feu follet de Louis Malle : Frédéric
- 1963 : Le Procès de Vérone de Carlo Lizzani : Emilio Pucci
- 1963 : Une chaumière et un cœur, court métrage de Serge Korber
- 1963 : La Meule, court métrage de René Allio : Pascal
- 1963 : Hong Kong, un addio, film italien de Gian Luigi Polidoro
- 1964 : Aurélia, court métrage d’Anne Dastrée d’après Gérard de Nerval : un ami de Gérard
- 1966 : Atout cœur à Tokyo pour OSS 117 de Michel Boisrond : John Wilson
- 1967 : Fantomas contre Scotland Yard d'André Hunebelle : André Berthier
- 1969 : La Main de Henri Glaeser : Pierre
- 1970 : Jutrzenka · Un invierno en Mallorca de Jaime Camino d’après George Sand : Carlo Dowbowsky
- 1971 : Le Voleur de chevaux,  film américano-franco-italo-yougoslave d’Abraham Polonsky : Mendel[7]
- 1972 : Galaxie de Maté Rabinovsky : Francesqui
- 1973 : La Vie facile, Le Grand Magic Circus, de Francis Warin, co-scénariste  Jérôme Savary  : Alban
- 1973 : Le Sourire vertical de Robert Lapoujade : Tablo
- 1974 : Club privé pour couples avertis de Max Pécas : maître Patrick Lachaume, crédité sous le nom de Patrick Lachaume
- 1975 : Section spéciale de Costa-Gavras : le préfet Ingrand
- 1978 : L'Ordre et la sécurité du monde de Claude d'Anna : Massonnier
- 1979 : Rue du Pied de Grue  de Jean-Jacques Grand-Jouan : Jérôme
- 1980 : L'Œil du maître de Stéphane Kurc : Jacques de Brabant
- 1980 : Une nuit rêvée pour un poisson banal de Bernard Guillou : Henri
- 1983 : Svarta fåglar, film suédo-norvégien de Lasse Glomm : Jean-Claude
- 1985 :  Vertiges de Christine Laurent : Marius Poudesoie
- 1985 : Le Soulier de satin de Manoel de Oliveira : le premier roi
- 1986 : Mon cas de Manoel de Oliveira : voix off
- 1987 : De guerre lasse de Robert Enrico : le père Montrichard
- 1989 : La Révolution française : Les Années lumière de Robert Enrico : le gouverneur de Launay
- 1990 : Je t'ai dans la peau  de Jean-Pierre Thorn : Henri
- 1990 : Mister Frost, de Philippe Setbon : André Kovac

### Télévision
- 1959 : Les Cinq Dernières Minutes, épisode Sans en avoir l'air de Claude Loursais : Serge Allègre
- 1965 : La Dame d'outre nulle-part, téléfilm suisse d'après une nouvelle de Georges Langelaan : Bernard Morgan
- 1965 : En votre âme et conscience, épisode : La Canne à épée de  Marcel Cravenne
- 1969 : Les Cinq Dernières Minutes, épisode L'Inspecteur sur la piste de Claude Loursais : Marcel Fontoy
- 1970 : Service des affaires classées, série télévisée de 13 épisodes par Yannick Andréi et Georges Franju, épisode 7  L'Ennemi intime par Georges Franju
- 1971 : Mon fils, de François Martin, série télévisée de 6 épisodes de 55 minutes sur la 2e chaîne de l'ORTF : le père, Henri Deschaud
- 1971 : Yvette, téléfilm de Jean-Pierre Marchand, scénario Armand Lanoux d’après Guy de Maupassant : Léon Saval
- 1972 : Meurtre par la bande (téléfilm) épisode de la série télévisée Les Cinq Dernières Minutes de Claude Loursais : Julien Maussac
- 1974 : Entre toutes les femmes, téléfilm de Maurice Cazeneuve : Albert
- 1974 : Les Parents, téléfilm allemand de Hans W. Geißendörfer (titre original Die Eltern) : Uncle Ronny
- 1975 : Les Amants d'Avignon, téléfilm de Paul Seban d’après Elsa Triolet, Antenne 2 : Célestin
- 1976 : Les Cinq Dernières Minutes, épisode Le Fil conducteur de Claude Loursais : Jean Rouvier
- 1977 : Les Borgia ou le sang doré, téléfilm d'Alain Dhénaut, scénario Jacques Quoirez et Françoise Sagan : Léonard de Vinci
- 1977 : Tom et Julie, téléfilm de Nina Companeez, série Cinéma 16 : Georges
- 1978 : Les Héritiers, série télé de 16 épisodes ; épisode L'Oncle Paul : Hubert Saltès
- 1978 : Le Devoir de français, téléfilm de Jean-Pierre Blanc : L'oncle Roger
- 1980 : La Tisane de sarments, téléfilm de Jean-Claude Morin, série Cinéma 16, d'après Joë Bousquet : Dr Bernard
- 1981 : La Vie des autres, ensemble de 21 séries de 10 épisodes de 13 minutes, épisode Julien d'Emmanuel Fonlladosa
- 1981 : Un jour sombre dans la vie de Marine, téléfilm de Josyane Serror : Charles
- 1981 : Tout est à vendre, téléfilm de Jean Streff série Cinéma 16 : Henri
- 1982 : Le Sud, téléfilm de Philippe Monnier : Le père
- 1982 : L'Épingle noire, mini-série télévisée de 6 épisodes de 55 minutes de Maurice Frydland : Henry Boisnard
- 1984 : Messieurs les jurés, épisode L'Affaire Montagnac d'André Michel : Albert Montagnac
- 1988 : La Sonate pathétique, série télé de 20 épisodes dirigée par Jean-Paul Carrère : Varescot/ Lambert
- 1988 : La Belle Anglaise, série télé de 2 x 6 épisodes dirigée par Jacques Besnard, épisode Très chères vacances : Lionel
- 1989 : Lundi noir, téléfilm de Jean-François Delassus : Dumont
- 1990 : Moi, général de Gaulle de Denys Granier-Deferre : Charles de Gaulle
- 1990 : Des voix dans la nuit - Les mains d'Orlac, téléfilm de Peter Kassovitz : Pierre Cerral
- 1990 : Sixième gauche, série télé de France 3 de 50 épisodes dirigée par Claire Blangille : Jacques Villiers
- 1990 : Alcyon, téléfilm de Fabrice Cazeneuve d’après un roman de Pierre Herbart adapté par Pierre Dumayet : le directeur du pénitencier
- 1991-1992 : Riviera, série télé de 260 épisodes : Laurent
- 1992 : Beaumanoir, série télé romanesque de 180 épisodes de Josette Paquin, Catherine Roche, Emmanuel Fonlladosa : Ercole Moretti
- 1995 :  Belle Époque, mini-série télé en 3 épisodes de Gavin Millar (sur une idée originale de François Truffaut), épisodes Laure  et Alice.

## Discographie
- Suc et Serre et leur trombone No 1 (Polydor 20 534) :  L’escadrille des sorcières/ La lune pleine/ La chouette/ Le paravent chinois[8]
- Suc et Serre et leur trombone à la Mouf’ (Polydor 20 700) :  Les tartes à la crème/ Le Cheval d’or/ La Contrescarpe/ L’amour à la Mouf’[8]
- Suc et Serre et leur trombone No 2 (Polydor 20 722) : La gargouille/ Traine flemme/ Le clodo des toits/ Le paratonnerre[8]
- Suc et Serre et leur trombone No 3 (Polydor 20 784) : Le cœur de Paris/ Pourquoi ?/ On jure, on jure/ Fend la bise et brise le vent – Paroles et musique de J. P. Suc[8].